# 沼津西郵便局
沼津西郵便局（ぬまづにしゆうびんきょく）は静岡県沼津市にある郵便局。民営化前の分類では集配普通郵便局であった（現在は集配機能を廃止）。

## 概要
住所：〒410-0312 静岡県沼津市原1540-1

## 沿革
- 1871年4月20日（明治4年3月1日） - 日本の近代郵便制度の創設とともに原郵便取扱所として開設[1]。
- 1875年（明治8年）1月1日 - 原郵便局（五等）となる。
- 1885年（明治18年）6月25日 - 貯金取扱を開始。
- 1890年（明治23年）4月1日 - 為替取扱を開始。
- 1967年（昭和42年）11月25日 - 電話交換および和文電報配達事務を、原電報電話局に移管[2]。
- 1976年（昭和51年）10月18日 - 特定郵便局から普通郵便局に局種別改定するとともに、沼津西郵便局に改称。同日、沼津市原字御殿場から同市原字東中に移転。
- 2000年（平成12年）8月14日 - 外国通貨の両替および旅行小切手の売買に関する業務取扱を開始。
- 2007年（平成19年）10月1日 - 民営化に伴い、併設された郵便事業沼津西支店に一部業務を移管。
- 2012年（平成24年）10月1日 - 日本郵便株式会社発足に伴い、郵便事業沼津西支店を沼津西郵便局に統合。
- 2017年（平成29年）8月21日 - 集配業務を沼津郵便局（貯金外務はゆうちょ銀行沼津店）に移管し、ゆうゆう窓口を廃止[3]。これにより郵便局専用番号（〒410-0399）も廃止。

## 取扱内容
- 郵便、印紙、ゆうパック、内容証明
- 貯金、為替、振替、振込、国際送金、国債、投資信託
- 生命保険、バイク自賠責保険、自動車保険
- ゆうちょ銀行ATM

## 周辺
- 国道1号

## アクセス
- JR東海道本線 原駅から北東へ約1.2km（徒歩約14分）
- 富士急シティバス、ミューバス平沼循環 西郵便局停留所下車
- 東名高速道路 沼津ICから南西へ約8km
- 駐車場あり：11台